# Carl Christian Friedrich Rein

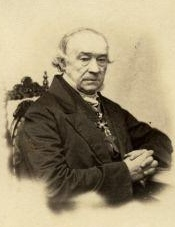
Christian Rein

Carl Christian Friedrich Rein (* 30. Mai 1796 in Molsdorf; † 19. September 1862 in Reval) war ein deutsch-baltischer evangelisch-lutherischer Geistlicher. Von 1834 bis 1862 war er Generalsuperintendent für das Gouvernement Estland.

## Leben
Christian Rein stammte aus einer thüringischen Gelehrten- und Pfarrerfamilie. Er war ein Sohn des Pfarrsubstituts Christian Ernst Rein und dessen Frau Friederike, geb. Reinhard. Von 1809 bis 1815 besuchte er das Gymnasium Ernestinum Gotha; von 1815 bis 1819 studierte er Evangelische Theologie an der Universität Jena. 1819 wurde er in Jena zum Dr. phil. promoviert. Seit seiner Zeit in Gotha war Heinrich Wilhelm Stieglitz mit ihm befreundet.
Als Hauslehrer kam Rein ins Baltikum, zunächst nach Litauen. Von 1821 bis 1834 wirkte er am Gouvernements-Gymnasium, dem heutigen Gustav Adolfi Gümnaasium in Reval, wo er Religion, Griechisch und Hebräisch unterrichtete. Ab 1832 war er zugleich Diaconus (2. Pastor) an der Nikolaikirche.
1834 ernannte ihn Zar Nikolaus I. nach Wahl und Präsentation durch die Estländische Ritterschaft als Nachfolger von Arnold Friedrich Johann Knüpffer zum Generalsuperintendenten des Estländischen Konsistorialbezirks, der dem Gouvernement Estland entsprach. Damit verbunden war er Vizepräsident des Provinzialkonsistoriums, Oberpastor am Revaler Dom und Verwalter des Dom-Waisenhauses.
Rein war 1842 Gründungsmitglied der Ehstländischen Literärischen Gesellschaft.
Er war verheiratet mit Natalie, geb. Kirschbaum.

## Auszeichnungen
- St.-Annen-Orden
  - 1838 3. Klasse
  - 1849 2. Klasse
  - 1858 mit der Krone
- 1857 Brustkreuz und Medaille zum Gedächtnisse des vaterländischen Krieges von 1853 bis 1856
- 1857 Goldenes Prediger-Brustkreuz

## Werke
- Einladungsschrift zur Feyer des Geburtsfestes Sr. Majestät des Kaysers und Selbstherrschers aller Reussen Nikolai Pawlowitsch I, und des dritten Jubiläums der Uebergabe der Augsburgischen Confession im grossen Hörsale des Revalschen Gymnasiums am 25. Junius 1830. Enthaltend Beiträge zur Geschichte der Reformation in Reval und Ehstland, nebst Beilagen. Reval: Gressel 1830 (Digitalisat)
- Predigt am drey und zwanzigsten Sonntage nach Trinitatis: gehalten in der Ritter- und Dom-Kirche. Reval 1833
- Synodal-Predigt, gehalten am 17. Junius 1840 in der Ritter- und Dom-Kirche zu Reval. Reval 1840